# The Twelve
The Twelve, en la seva denominació internacional (originalment "De Twaalf"), és una sèrie de televisió belga produïda per Eyeworks fper a VRT i emesa pel canal belga Eén a partir del 3 de novembre de 2019.
Va guanyar el premi al millor guió al Festival Internacional de Sèries de Cannes (CanneSeries) en l'edició de 2019.

## Argument
Dotze persones normals i corrents són escollides per formar part del jurat popular en un cas que va trasbalsar la societat belga, i decidir el destí de la Frie Palmers, una dona acusada d'assassinar, dos anys enrere, la seva filla de tres anys i la seva millor amiga Brechtje divuit anys enrere. Però poc a poc es va mostrant com el judici afecta a cadascun d'ells o els tormenta en la seva vida privada.

## Repartiment

### Principal
- Charlotte De Bruyne, com a Holly Ceusters, portaveu del jurat.
- Maaike Neuville com a Delphine Spijkers, membre suplent del jurat.
- Tom Vermeir, com a Joeri Cornille, membre del jurat.
- Peter Gorissen, com a Arnold Briers, membre del jurat.
- Zouzou Ben Chikha, com a Carl Destoop, membre del jurat.
- Piet De Praitere, com a Noël Marinus, membre del jurat.
- Maaike Cafmeyer, com a Frie Palmers, acusada dels dos assassinats.
- Josse De Pauw, com a Ari Spaak, advocat de la Frie Palmers.
- Johan Heldenbergh, com a Stefaan De Munck, exmarit de la Frie Palmers.
- Greet Verstraete, com a Margot Tindemans, actual dona de l'Stefaan.
- Koen De Sutter, com a Marc Vindevogel, pare de la Brechtje i activista a favor dels drets dels animals.
- Sofie Decleir, com a Inge Van Severen, advocada del Marc Vindevogel.
- Mieke De Groote, com a Mia, presidenta del tribunal.
- Isabelle Van Hecke, com a Hedwig, fiscal.
- Mungu Cornelis, com a Mungu Cornelis, periodista de successos.

### Secundari
- Titus De Voogdt com a Mike, marit de la Delphine Spijkers.
- Nele Bauwens com a Tess, dona del Carl Destoop.
- Sofia Ferri com a Juliette, filla del Carl i la Tess Destoop.
- William Boeva, com a William, veï de l'Arnold Briers.
- Bart Claeys com a Bob, membre del jurat.
- Lore Dejonckheere com a Leentje, membre del jurat.
- Louise De Bisscop, com a Frie Palmers de jove.
- Jolente De Keersmaeker	 com a Lutgard, mare de la Margot Tindemans.
- Bart Slegers com a Donald Vantomme, inspector de policia.
- Sara Vertongen com a Eliane Pascual, inspectora de policia.
- Dominique Van Malder com a Bjorn Cornille, germà del Joeri.
- Lynn Van Royen com a Brechtje Vindevogel, amiga de la Frie i filla del Marc.
- Frank Vercruyssen com a Ulrich Steel, mestre de la Brechtje.
- Wim Willaert com a Guy Vanneste, ramader.

## Episodis
| Episodi | Títol                 | Direcció       | Guió                         | Data d'estrena a Bèlgica | Audiència         |  |
| ------- | --------------------- | -------------- | ---------------------------- | ------------------------ | ----------------- |  |
| 1       | "Frie"                | Wouter Bouvijn | Bert Van Dael i Sanne Nuyens | 3 de novembre de 2019    | 26,1% - 1.575.721 |  |
|         |                       |                |                              |                          |                   |  |
| 2       | "Donald"              | Wouter Bouvijn | Bert Van Dael i Sanne Nuyens | 10 de novembre de 2019   | 22,0% - 1.327.192 |  |
|         |                       |                |                              |                          |                   |  |
| 3       | "Eliane"              | Wouter Bouvijn | Bert Van Dael i Sanne Nuyens | 17 de novembre de 2019   | 23,6% - 1.427.050 |  |
|         |                       |                |                              |                          |                   |  |
| 4       | "Marc"                | Wouter Bouvijn | Bert Van Dael i Sanne Nuyens | 24 de novembre de 2019   | 21,9% - 1.325.431 |  |
|         |                       |                |                              |                          |                   |  |
| 5       | "Stefaan"             | Wouter Bouvijn | Bert Van Dael i Sanne Nuyens | 1 de desembre de 2019    | 21,4% - 1.292.547 |  |
|         |                       |                |                              |                          |                   |  |
| 6       | "Guy"                 | Wouter Bouvijn | Bert Van Dael i Sanne Nuyens | 8 de desembre de 2019    | 21,2% - 1.278.719 |  |
|         |                       |                |                              |                          |                   |  |
| 7       | "Lutgard en Margot"   | Wouter Bouvijn | Bert Van Dael i Sanne Nuyens | 15 de desembre de 2019   | 20,3% - 1.224.640 |  |
|         |                       |                |                              |                          |                   |  |
| 8       | "Cleo en Jutta"       | Wouter Bouvijn | Bert Van Dael i Sanne Nuyens | 22 de desembre de 2019   | 22,7% - 1.372.084 |  |
|         |                       |                |                              |                          |                   |  |
| 9       | "Ulrich en Elisabeth" | Wouter Bouvijn | Bert Van Dael i Sanne Nuyens | 29 de desembre de 2019   | 20,1% - 1.215.125 |  |
|         |                       |                |                              |                          |                   |  |
| 10      | "Brechtje en Roos"    | Wouter Bouvijn | Bert Van Dael i Sanne Nuyens | 5 de gener de 2020       | 24,6% - 1.484.887 |  |